# Gustav Flatow
Gustav Felix Flatow (Berent, Prússia Occidental, 7 de gener de 1875 – Theresienstadt, 29 de gener de 1945) va ser un gimnasta alemany d'origen jueu que va prendre part en els Jocs Olímpics de 1896, a Atenes i 1900, a París.
El 1896 va tenir poc èxit en les proves individuals, puix va competir en barra fixa, barres paral·leles, cavall amb arcs, anelles i salt sobre cavall sense que en cap d'elles quedés entre els medallistes. Amb tot, va guanyar dues medalles d'or formant part de l'equip alemany en les dues proves per equips, les barres paral·leles i la barra fixa.

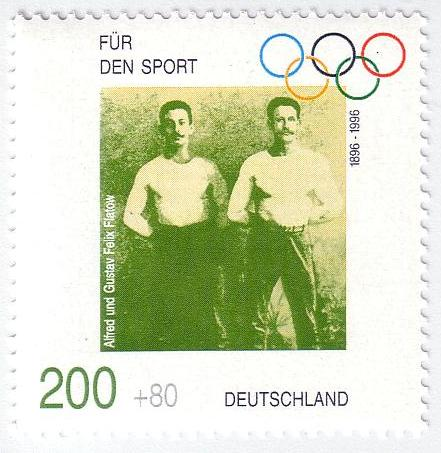
Gustav i Alfred Flatow en un segell alemany

El 1900 quedà en la 102a posició final de l'única prova de gimnàstica que es disputà. Es retirà de la gimnàstica per passar a dirigir la seva pròpia empresa tèxtil que havia fundat el 1899.
Després que els nazis aconseguissin el poder a Alemanya el 1933 va haver de fugir als Països Baixos. La vigília de Cap d'Any de 1943 va ser empresonat, i al febrer de 1944 va ser deportat al camp de concentració de Theresienstadt, on el seu cosí Alfred Flatow ja havia mort el 1942. Menys d'un any més tard moria de fam en aquell mateix camp als 70 anys, havent perdut uns 20 kg.
El 1986 un periodista descobrí la seva urna, que ara està enterrat a Terezín, prop del camp de concentració.
El 1997 Berlín va homenatjar Alfred i Gustav Flatow canviant el nom del Reichssportfeldstraße (un carril), prop de l'Estadi Olímpic, pel de Flatowallee (Avinguda Flatow). També hi ha el poliesportiu Flatow-Sporthalle a Berlín-Kreuzberg, amb una placa commemorativa per a tots dos. La Deutsche Post va publicar una sèrie de quatre segells per celebrar el centenari dels Jocs Olímpics moderns. Un dels segells honra a Alfred i Gustav Flatow.